# Femme sauvage
 (août 2023).
- Si vous ne connaissez pas le sujet, laissez ce bandeau (vous pouvez alors contacter les auteurs).
- Si vous supprimez le contenu mis en cause (vous pouvez préalablement contacter les auteurs),

argumentez précisément cette suppression dans la page de discussion
(un manque de référence n'est pas un argument ; une recherche réelle de référence doit avoir été effectuée, être formellement documentée).
 (août 2023).
Si vous disposez d'ouvrages ou d'articles de référence ou si vous connaissez des sites web de qualité traitant du thème abordé ici, merci de compléter l'article en donnant les références utiles à sa vérifiabilité et en les liant à la section « Notes et références ».
La femme sauvage est un concept élaboré par Clarissa Pinkola Estés de psychologie analytique, décrivant une composante de la féminité, lorsqu'une femme fait la paix avec sa masculinité, voit se déployer en elle, sa féminité. La « femme sauvage » peut alors s'épanouir.
Ce concept ne doit pas être confondu avec un des archétypes de la part féminine anima de l'homme : La Femme primitive. La femme primitive est une expression féminine à l'intérieur de l'homme. Elle est à l'image de Ève, Vénus pour ces formes dites « positives », mais aussi les sirènes, ou les femmes fatales etc. pour ses formes dites « négatives ».

## La femme sauvage articule la part masculine et la part féminine de la Femme
Le concept de « femme sauvage » que Clarissa Pinkola Estés a imaginé est sans doute une restitution des plus novatrices de la psyché féminine de notre époque[réf. nécessaire].
La « femme sauvage » est la femme qui en paix avec son animus (le masculin de la femme), aurait réussi à se libérer et à faire « jaillir » naturellement la force et la puissance intérieure et profonde de la femme.
« Chaque femme porte en elle une force naturelle riche de dons créateurs, de bons instincts et d’un savoir immémorial. Chaque femme a en elle la Femme Sauvage. Mais la Femme Sauvage, comme la nature sauvage, est victime de la civilisation. La société, la culture la traquent, la capturent, la musellent, afin qu’elle entre dans le moule réducteur des rôles qui lui sont assignés et ne puisse entendre la voix généreuse issue de son âme profonde. »
Ce n'est qu'après avoir compris le versant masculin que possède chaque femme, après l'avoir accepté, et en le dépassant (la femme quitte par exemple une guerre intellectuelle qu'elle mène depuis l'enfance) qu'elle devient véritablement femme par un processus d'individuation.
« Pourtant, si éloignés que nous soyons de la Femme Sauvage, notre nature instinctuelle, nous sentons sa présence. Nous la rencontrons dans nos rêves, dans notre psyché. Nous entendons son appel. C’est à nous d’y répondre, de retourner vers elle dont nous avons, au fond de nous-mêmes, tant envie et tant besoin. […] La femme qui récupère sa nature sauvage est comme les loups. Elle court, danse, hurle avec eux. Elle est débordante de vitalité, de créativité, bien dans son corps, vibrante d’âme, donneuse de vie. Il ne tient qu’à nous d’être cette femme-là. »
Cet animus (et même pour certaines femmes simplement leur en parler ou évoquer le concept ou sa définition) peut parfois être tout aussi « insupportable en elle » que lorsque l’on parle à un macho de sa féminité ou de son anima. Pour ainsi dire l’animus pose problème à l’animus car il n’y a pas socialement d’idée préconçue sur l’animus[pas clair]. Il oblige la femme à entrer dans un vrai dialogue, un dialogue vrai[Quoi ?] ou dans un véritable travail sur elle-même.
Mais cela est possible ; Clarissa Pinkola Estés ouvre la voie pour chaque femme, à se découvrir et à découvrir une voie en elle qui propose finalement un dépassement à l'alternative de Carl Gustav Jung sur l'animus :
«... l'animus est aussi un être créateur, une matrice, non pas dans le sens de la créativité masculine, mais dans le sens qu'il crée quelque chose que l'on pourrait appeler un logos spermatikos - un verbe fécondant. De même que l'homme laisse sourdre son œuvre, telle une créature dans sa totalité, à partir de son monde intérieur féminin, de même le monde intérieur masculin de la femme apporte des germes créateurs qui sont en état de faire fructifier le côté féminin de l'homme. C'est là l'origine de la « femme inspiratrice » qui, si elle est mal formée, recèle aussi en elle la possibilité de devenir la pire des viragos... »

## L'invitation à se découvrir
Clarissa Pinkola Estés invite à la découverte de cette partie de l'être féminin propre à chaque femme mais cette invitation n'est pas juste une connaissance intellectuelle de plus, sur l'existence d'un concept ou des termes « femme sauvage », mais elle est une entrée dans un cheminement afin d'avoir conscience et de ressentir cette force intérieure et cet état d'être, que toute femme peut ressentir après un long et difficile cheminement.
Ce parcours et ses processus ne concernent, a priori, pas les femmes sous emprise d'un archétype puissant et restées « bloquées » à un stade de maturité psychoaffectif antérieur, souvent à cause d'« un choc », d'une personne « méchante » ou « destructrice » ou d'une enfance malheureuse.
Cependant elles peuvent y être aidées, lors d'une psychothérapie avec un(e) psychothérapeute compétent(e), ayant lui(elle) même pu le vivre par une approche issue de la psychologie analytique.
Car dit-elle « les loups, même malades, même acculés, même seuls ou effrayés, vont de l’avant. […] Ils donneront toutes leurs forces pour se traîner si nécessaire d’un endroit à l’autre, jusqu’à ce qu’ils aient trouvé un bon endroit pour guérir et pour revivre. La nature sauvage va de l’avant. Elle persévère. »
Il s'agit pour la femme de comprendre la puissance des archétypes (notamment de ceux dits masculins) sur elle. Les figures masculines de la catégorie de l’Animus jouent le même rôle chez la femme que l'anima sur l'homme. C’est pourquoi on la nomme la part masculine de la femme.
Le processus d’individuation et l’acceptation de cet état de fait, aussi difficile pour la femme que pour l’homme qui doit accepter sa féminité, conduit aussi à un aboutissement de réalisation de soi par le processus d’individuation.
De la même manière que l'homme rencontre la femme sage, une rencontre a finalement lieu, mais avec l'homme sage.
Constituant l'animus, la part masculine, de la femme on peut trouver :
- 1er niveau : homme primitif  - par exemple Tarzan, l'athlète, Dionysos
- 2e niveau : homme séducteur - Par exemple Don Juan
- 3e niveau : homme d'action- Par exemple : Indiana Jones, un militaire ou un guerrier.
- 4e niveau : homme sage - Par exemple un dieu père, un guide.

Chaque niveau correspond a un niveau de maturité psycho-affective. Le dernier niveau est l'accord entre son féminin et son masculin : La femme est dite alors « femme libérée » ou « femme sauvage » car elle a fait face à homme sage, sa force, sa puissance intérieure émerge alors.